# El Ejido (Espagne)
Pour les articles homonymes, voir El Ejido (homonymie).
El Ejido est une ville de la province d'Almería, Andalousie, en Espagne. Située dans la comarque du Poniente almeriense, El Ejido compte 90 135 habitants en 2024 pour une superficie de 227 km².
Le territoire se caractérise par la présence de serres destinées à la production intensive de fruits et légumes, au point d’être surnommé la « mer de plastique ».

## Géographie

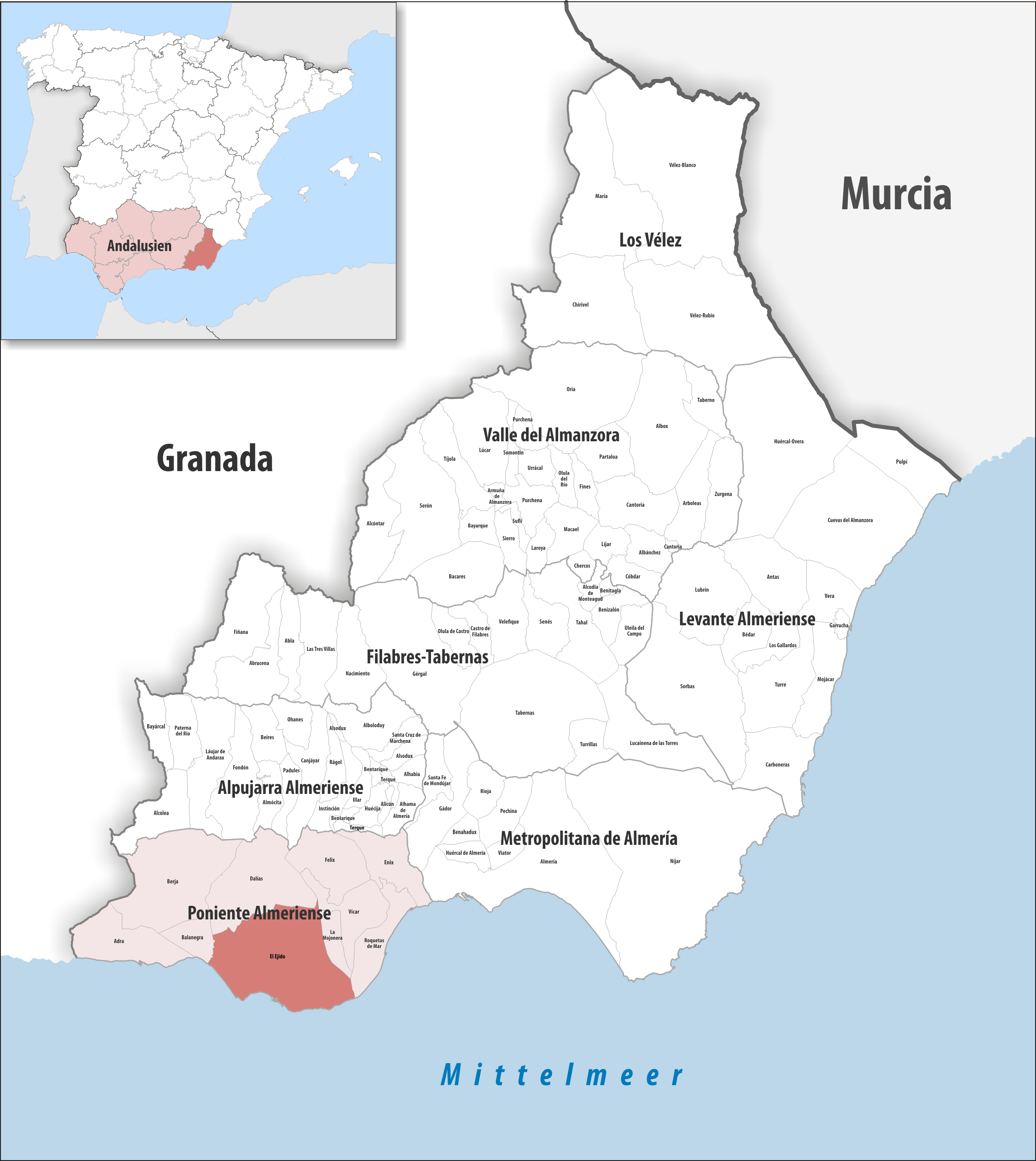
El Ejido dans la comarque Poniente almeriense, province d'Almería / en Andalousie

### Localisation
La commune d'El Ejido se trouve au bord de la côte méditerranéenne au sud-sud-est de l'Espagne, dans le sud de la province d'Almería et dans le sud de la comarque Poniente almeriense.
Almería est à 42 km est-nord-est ;
Grenade à 133 km nord-ouest ;
Madrid à 548 km nord ;
Malaga à 167 km ouest ;
Gibraltar à 305 km ouest-sud-ouest (distances par route).

## Administration
La ville est le siège du District judiciaire de El Ejido.
| Période                                  | Période | Identité               | Étiquette | Qualité |
| ---------------------------------------- | ------- | ---------------------- | --------- | ------- |
| 2023                                     | -       | Francisco Góngora Cara | PP        | Maire   |
| Les données manquantes sont à compléter. |         |                        |           |         |

## Culture
Le château de Guardias Viejas, batterie côtière du XVIIIe siècle qui surplombe la Méditerranée, actuel lieu où se déroulent des festivals musicaux.

## Personnalités liées à la ville
- Helena Maleno, journaliste et écrivaine espagnole.
- Manolo Escobar, chanteur
- Cristián Rodriguez, coureur cycliste